# Cahier de vacances
Le cahier de vacances est un cahier d'exercices destiné aux écoliers durant les vacances scolaires.
Portant généralement sur le programme scolaire de l'année précédente, il est destiné à maintenir ou conforter les apprentissages de l'élève jusqu'à la rentrée. Facultatif et au choix de la famille, le cahier de vacances est diffusé largement, édité et renouvelé chaque année par les principales maisons d'édition spécialisées dans ce domaine.

## Historique
C’est sur l’invention du cahier de vacances que Roger Magnard fonda les Éditions Magnard dans les années 1930.
Le 1er octobre 1932, jour de la rentrée des classes, Roger Magnard remarque que si les ventes de cahiers pour les écoliers ne fléchissent pas vraiment, il n’en est pas de même pour la papeterie de luxe et de demi-luxe. La crise qui a secoué Wall Street en 1929 fait sentir ses effets dans toute l’Europe. Roger Magnard cherche une parade, quelque chose que les écoles pourraient acheter en juin, pour créer un autre « pic de vente » que la rentrée scolaire 
Parmi ses clients, Raymond Fabry est le directeur d’une importante librairie-papeterie qui fournit principalement les écoles libres catholiques de la région parisienne. Raymond Fabry est aussi auteur d’un livre de morale et surtout éditeur, sous la raison sociale Librairie « l’école des bons livres ». Cette maison d’édition est devenue aujourd’hui L’école des loisirs.
Roger Magnard découvre dans le catalogue de la Librairie « l’école des bons livres » la référence de fascicules de Devoirs de Vacances. Il examine les petits livrets, au format réduit, qui imposent pour chaque niveau scolaire d’interminables exercices imprimés en petits caractères.
Alors Roger Magnard imagine tout autre chose : un assez grand format, une mise en page aérée, de larges emplacements pour les réponses, de nombreuses illustrations à colorier, et surtout, un cheminement ludique et facultatif permettant à la fois de revoir l’essentiel de ce qu’on a appris pendant l’année, et d’anticiper légèrement sur le niveau suivant.
Ainsi furent publiés « Les cahiers de Loulou et Babette » (Louis et Elisabeth étant deux de ses enfants), avec des coloriages, des collages, des jeux de mots, des devinettes... le tout pour raviver ses connaissances tout en s’amusant. Un concours était organisé chaque année, et les cahiers les plus réussis permettaient de gagner des cadeaux.
Pendant la guerre, Roger Magnard fut convoqué par les services de la censure du régime de Vichy, et les cahiers de Loulou et Babette interdits : un exercice proposait de colorier le drapeau anglais et un poème n’était autre que Liberté de Paul Éluard.
À partir des années soixante-dix, le développement des supermarchés puis des hypermarchés permet aux maisons d'édition majeures d’entrer sur le marché du parascolaire, et le cahier de vacances devient un produit très concurrentiel,.

## Conformité
En France, les cahiers de vacances sont conformes aux programmes scolaires de l'Éducation nationale[réf. nécessaire].

## Diffusion
Il existe des cahiers de vacances pour tous types d'élèves, de la maternelle au lycée, mais on en trouve surtout pour l'école primaire et le collège. Un cahier de vacances peut permettre d'étudier pour deux classes à la fois (par exemple, CM2 et sixième).

## Parodies
Des parodies de cahiers de vacances, parfois appelés cahiers de vacances pour adultes ou cahiers de détente, sont également présents dans le commerce.